# محمد بن داود بن سليمان النيسابوري
محمد بن داود بن سليمان بن جعفر، أبو بكر الزاهد النيسابوري من الأئمة الحفاظ الثقات، قدم بغداد قبل سنة ثلاثمائة وأقام بها، صنف أبواباً وشيوخاً، ورجع آخر عمره إلى نيسابور، فتوفي بها ، وجمع وصنف الأبواب والشيوخ، وعقد مجلس الإملاء، وكان كبير الشأن، وكان صدوقًا حسن المعرفة، من أوعية العلم، توفي ابن داود في شهر ربيع الأول سنة اثنتين وأربعين وثلاثمائة يوم الجمعة لعشر بقين منه.

## روايته للحديث النبوي
- سمع: محمد بن عمرو قشمرد وأبا عبد الله البوشنجي وعدة ببلده وأبا خليفة الجمحي بالبصرة وجعفرا الفريابي ببغداد ومحمد بن أيوب البجلي بالري والحسين بن إدريس بهراة وابن مجاشع بجرجان وعبدان بالأهواز والحسن بن سفيان بنسا ومحمد بن جعفر القتات بالكوفة وأبا يعلى بالموصل وأبا عبد الرحمن النسائي بمصر والفضل الأنطاكي بالشام والمفضل الجندي بمكة.

- حدث عنه: أبو بكر بن أبي داود وابن صاعد -وهما من شيوخه- وابن عقدة والحاكمان وابن منده وابن جميع ويحيى بن إبراهيم المزكي وغيرهم.[3]

## آراء العلماء فيه
الجرح والتعديل
- أبو سعد السمعاني: شيخ عالم سديد الرأي، ورع متعبد متزهد، سافر الكثير، وجال في الأقطار، وأدرك الأسانيد العالية، وأكثر من الحديث.
- أبو عبد الله الحاكم النيسابوري: ثقة مأمون، ومرة: شيخ عصره في التصوف بخراسان والعراق.
- الخطيب البغدادي: ثقة فهم صنف أبوابًا وشيوخًا.
- الدارقطني: ثقة فاضل.
- جلال الدين السيوطي: ثقة فاضل.
- عبد الحي بن العماد الحنبلي: الحافظ الثقة.
- يوسف بن عمر القواس: كان يقال إنه من الأولياء.